# Nokeng tsa Taemane

Gemeindegebiet bis 2011

Nokeng tsa Taemane (englisch Nokeng tsa Taemane Local Municipality) war eine Lokalgemeinde im damaligen Distrikt Metsweding, Provinz Gauteng in Südafrika. Im Jahr 2001 lebten 53.197 Einwohner auf einer Gesamtfläche von 1968 km². Der Sitz der Gemeindeverwaltung befand sich in Rayton. Seit 2011 gehört Nokeng tsa Taemane zur Metropolgemeinde Tshwane. Anna Digoro war die letzte Bürgermeisterin.
Der Gemeindename ist ein Sepedi- bzw. Sesotho -Begriff für Flüsse voller Diamanten und nimmt Bezug auf die Vielzahl von Flüssen in der Gemeinde und die Diamantenvorkommen am Caledon.

## Städte
- Rayton